# Margarita Ward
Santa Margarita Ward (hacia 1550-30 de agosto de 1588), conocida como la «perla de Tyburn», fue una mártir católica ejecutada por haber ayudado a un sacerdote a huir de prisión durante el reinado de Isabel I de Inglaterra. Fue canonizada en 1970 como una de los Cuarenta mártires de Inglaterra y Gales.

## Biografía
Nació en Congleton, Cheshire, alrededor de 1550 en el seno de una distinguida familia. Se encontraba viviendo en Londres al servicio de la señora Whitall como dama de compañía cuando tuvo conocimiento del severo maltrato al que era sometido Richard Watson, un sacerdote confinado en la prisión de Bridewell, lo que la motivó a obtener permiso para visitarle. Watson ya había estado encarcelado anteriormente, pero en un momento de debilidad a causa de las torturas a las que era sometido, había aceptado participar en el culto protestante, motivo por el que había sido puesto en libertad. No obstante, arrepentido, se había retractado públicamente y declarado como católico, por lo que fue nuevamente arrestado, siendo conducido a la prisión de Bridewell, donde durante un mes fue privado de alimento al punto de sufrir desnutrición, estando encadenado en una celda demasiado pequeña como para estar de pie o tumbarse.
Al principio, Margarita era minuciosamente revisada antes y después de sus visitas, pero poco a poco las autoridades dejaron de tomar precauciones, gracias a lo cual la mujer se las arregló para introducir una cuerda en la cárcel, oculta en el interior de una cesta, después de que Watson hubiese sido trasladado a una celda mayor. El hombre logró escapar, si bien se hirió durante la huida, dejando la cuerda colgando de la ventana de su celda, lo que acabaría por incriminar a Margarita. Sumado a lo anterior, el barquero con quien la mujer se había comprometido a transportar a Watson río abajo se negó a cumplir lo pactado. Desesperada, confió en otro barquero, John Roche, quien accedió a ayudarla, proveyéndola de una barca e intercambiando su ropa con la del sacerdote. Watson logró escapar, pero Roche fue arrestado en su lugar. En base a la cuerda que Watson dejó olvidada, las autoridades llegaron a la conclusión de que el sacerdote había recibido ayuda del exterior, siendo Margarita detenida debido a que era la única persona que visitaba a Watson en prisión.
Tras permanecer sujeta con grilletes durante ocho días, Margarita fue colgada de las manos y azotada, pese a lo cual se negó a revelar el paradero de Watson. Después del juicio al que fue sometida, confesó haber ayudado al sacerdote a escapar de prisión, afirmando que de lo que menos se arrepentía en su vida era de «haber librado a ese cordero inocente de las manos de aquellos lobos sangrientos». Se ofreció a Margarita la posibilidad de salvarse a cambio de asistir a un servicio protestante y pedir perdón a la reina, a lo que la mujer se negó argumentando que no había hecho nada para ofenderla, instando a las autoridades a cumplir con la sentencia. Margarita murió ahorcada el 30 de agosto de 1588 junto a cinco hombres: Edward Shelley, Richard Martin, Richard Leigh, Richard Lloyd y John Roche.

## Veneración
Margarita fue beatificada en 1929 y canonizada por el papa Pablo VI el 25 de octubre de 1970 como una de los Cuarenta mártires de Inglaterra y Gales. Su festividad, junto con la de los mártires ingleses, se celebra el 4 de mayo. No obstante, en la diócesis católica de Inglaterra Margarita comparte su festividad con las santas y mártires Margarita Clitherow y Ana Line el 30 de agosto.
Entre otras distinciones, Margarita es venerada en la diócesis de Shrewsbury, existiendo numerosas escuelas dedicadas a ella, como la St Margaret Ward Catholic Academy, en Chell, Staffordshire.